# Peter Pan (musical)
Peter Pan è un musical statunitense, che debuttò a Broadway il 20 ottobre 1954 al Winter Garden Theatre con la regia e le coreografie di Jerome Robbins e che chiuse il 26 febbraio 1955 con un totale di 152 rappresentazioni. Le musiche sono firmate da Mark "Moose" Charlap (parole di Carolyn Leigh) con musiche addizionali di Jule Styne (parole di Betty Comden e Adolph Green).
La produzione originale del 1954 aveva come protagonisti Mary Martin e Cyril Ritchard nei panni, rispettivamente, di Peter Pan e Capitan Uncino. Entrambi gli attori vinsero quell'anno il Tony Awards.
Negli anni seguenti, lo spettacolo - con lo stesso cast - ebbe varie versioni televisive trasmesso alla NBC. Nel 1960, il cast venne ampliato. A teatro, il musical fu ripreso diverse volte: a Broadway ne fu fatto un revival nel 1979, nel 1990 e nel 1998.
Il soggetto è tratto dalla commedia originale di J. M. Barrie. L'azione si svolge nella stanza dei bambini nella residenza della famiglia Darling, a Neverland (l'Isola che non c'è), alla Marooner's Rock, nella Casa Sotterranea e sulla nave dei pirati.

## Il musical del 1954
All'inizio del Novecento vennero messe in scena numerose versioni di Peter Pan. In omaggio alla tradizione della prima versione teatrale, il musical ha avuto quasi sempre un'interprete femminile per il personaggio di Peter: tra tutte, Mary Martin, Sandy Duncan e Cathy Rigby.
Il produttore Edwin Lester, fondatore e direttore della Los Angeles Civic Light Opera, ottenne i diritti di Peter Pan e ne adattò il testo per una commedia musicale che doveva avere come protagonista Mary Martin. Il lavoro non ebbe un grande successo nel suo tour sulla West Coast. Così, prima di presentarlo a Broadway, il regista Jerome Robbins affidò ai parolieri Betty Comden e Adolph Green e al compositore Jule Styne il compito di comporre delle musiche addizionali. Il risultato fu che la commedia diventò un vero e proprio musical.
Alla storia, invece di finire come quella di Barrie, dove i piccoli Darling tornano a casa, vennero aggiunte delle scene tratte da un altro lavoro di Barrie, scritto dopo il suo Peter Pan e intitolato An Afterthought. In questo finale, Peter ritorna alcuni anni dopo per riportare Wendy all'Isola che non c'è. Si accorge, allora, che è passato troppo tempo da allora e che Wendy è ormai una donna adulta, sposata e con una figlia, Jane. Quest'ultima si offrirà di diventare la sua nuova madre, traendolo fuori dalla sconforto in cui è caduto.
La versione musicale di Peter Pan debuttò a Broadway il 20 ottobre 1954 al Winter Garden Theatre di New York per un numero limitato di 152 repliche perché lo spettacolo era stato venduto alla rete televisiva NBC.

## La trama

### Atto I
Nella stanza dei bambini della famiglia Darling si introduce qualcuno di sospetto: la vigile cagna Nana si sgola per avvertire i genitori del pericolo ma George Darling, accorso nel sonno, reagisce mettendola a far la guardia in cortile.
Il misterioso visitatore è Peter Pan che, accompagnato dalla fida fatina Tinker Bell, è alla ricerca della sua ombra, perduta nella stanza in una visita precedente. Wendy, la figlia più grande dei Darling, si sveglia: i due bambini fanno amicizia e lei si offre di riattaccare l'ombra a Peter. Affascinata dai racconti di Peter, Wendy si offre di accompagnarlo nell'Isola che non c'è se potrà portare con sé anche i fratelli. Pronti a partire, i bambini sono cosparsi di polvere magica fatata che li farà volare. Nella notte, i piccoli si buttano nel vuoto, seguendo la scia di Peter. Il solo Michael torna per un momento indietro e getta un po' di polvere addosso a Liza, la cameriera, che potrà così seguirli in volo verso Neverland.

### Atto II
I Bambini Perduti di Peter sono in attesa del ritorno del loro capo quando arriva anche Capitan Uncino. Questi vuole vendicarsi di Peter perché questi, durante un duello, è riuscito a tagliargli una mano, finita poi in bocca a un coccodrillo. Il bestione ha tanto gradito il gusto della sua carne che ormai lo insegue dappertutto, deciso a mangiarselo. Per fortuna di Uncino, il coccodrillo ha ingerito anche una sveglia che, con il suo tic tac, avverte il pirata del pericolo che si avvicina. Proprio in quel momento Uncino sente il rumore temuto, facendo scappare il pirata. Appare un gruppo di Indiani, guidati da Tiger Lily, che si mettono in caccia di Uncino e dei suoi.

## Il cast della prima a Broadway (20 ottobre 1954)
- Mary Martin: Peter Pan
- Cyril Ritchard: Capitan Uncino / George Darling
- Sondra Lee: Tiger Lily
- Jaye Rubanoff: Tinkerbell
- Kathy Nolan: Wendy
- Joseph Stafford: Michael Darling
- Robert Harrington: John Darling
- Heller Halliday: Liza
- Norman Shelly: Nana / coccodrillo
- Margalo Gillmore: Mary Darling
- Stanley Stenner: Curly
- Joe E. Marks: Mr. Smee, pirata
- Alan Sutherland: primo gemello
- Darryl Duran: secondo gemello
- Frank Lindsay: Noodler / indiano
- Robert Banas: indiano
- David Bean: Slightly
- William Burke: Jukes
- Linda Dangcil: indiana
- Chester Fisher: pirata
- Lisa Lang: indiana
- Suzanne Luckey: indiana
- Don Lurio: indiano /canguro
- Frank Marasco: pirata
- John Newton: pirata
- Robert Piper: indiano
- William Sumner: indiano
- Joan Tewkesbury: ostrica / indiana
- Paris Theodore: Nibs
- Arthur Tookoyan: pirata
- Ian Tucker: Tootles
- Robert Tucker: Cecco / pirata
- Robert Vanselow: Gentleman Starkey / pirata
- James White: Mullins / pirata
- Richard Winter: pirata
- Richard Wyatt: leone / indiano

## Numeri musicali

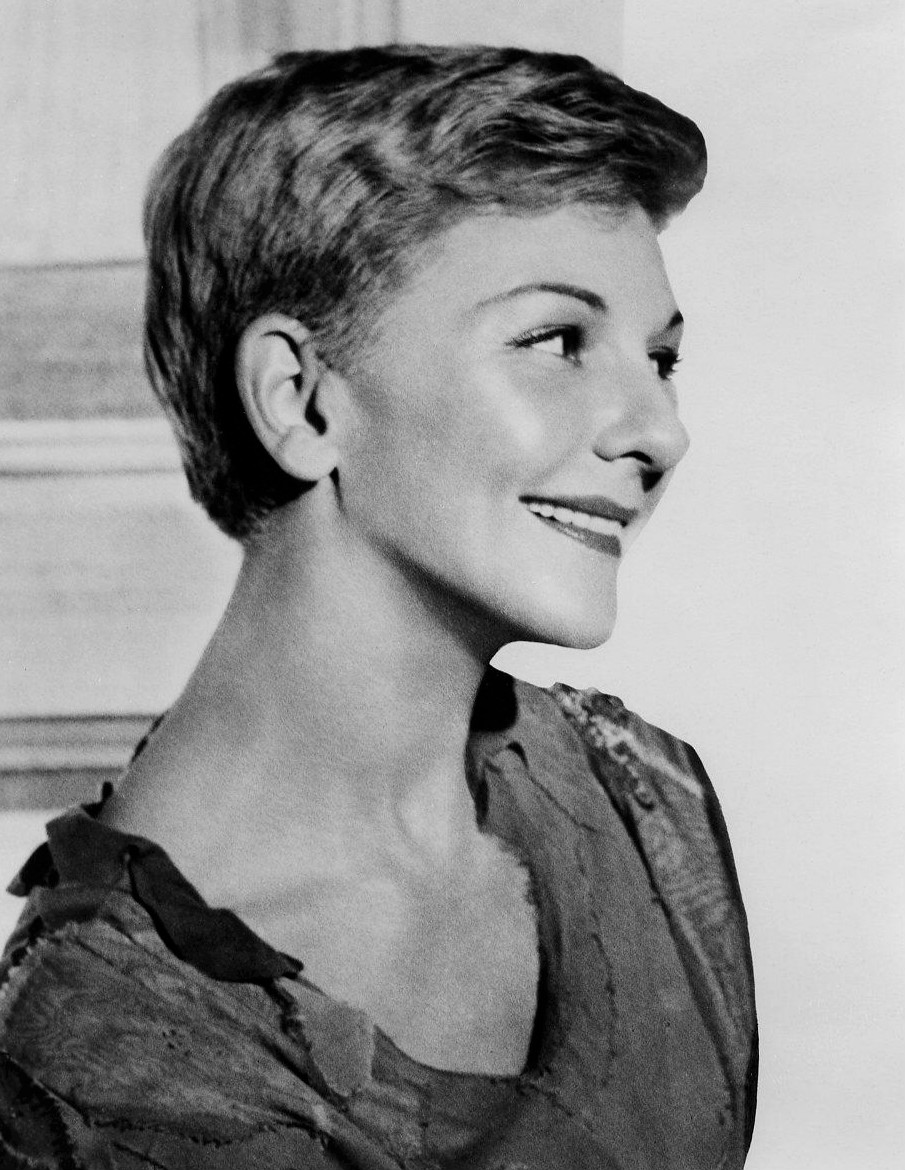
Martin che interpreta Peter Pan.

Musica di Moose Charlap; parole di Carolyn Leigh

### Atto I
- Tender Shepherd - eseguita da Mary Darling, Wendy Darling, John Darling e Michael Darling
- I've Gotta Crow - eseguita da Peter Pan
- Neverland (musica di Jule Styne; parole di Betty Comden e Adolph Green) - eseguita da Peter Pan
- I'm Flying  - eseguita da Peter Pan, Wendy Darling, John Darling e Michael Darling

### Atto II
- Pirate Song - eseguita da capitan Hook e i pirati
- A Princely Scheme  - eseguita da Capitan Uncino e i pirati
- Indians! Tiger Lily e Indiani
- Wendy (musica di Jule Styne; parole di Betty Comden e Adolph Green) - eseguita da Peter Pan e i Bambini Perduti
- Another Princely Scheme   - eseguita da Capitan Uncino e i pirati
- Neverland Waltz (musica di Jule Styne; parole di Betty Comden e Adolph Green) - Liza
- I Won't Grow Up - eseguita da Peter Pan e i Bambini Perduti
- Mysterious Lady (musica di Jule Styne; parole di Betty Comden e Adolph Green) - eseguita da Peter Pan e Capitan Uncino
- Ugg-a-Wugg (musica di Jule Styne; parole di Betty Comden e Adolph Green) - eseguita da Peter Pan, Tiger Lily, Bambini Perduti e Indiani
- The Pow-Wow Polka (musica di Jule Styne; parole di Betty Comden e Adolph Green)  - eseguita da Peter Pan, Tiger Lily, Bambini Perduti e Indiani
- Distant Melody (musica di Jule Styne; parole di Betty Comden e Adolph Green)  - eseguita da Peter Pan

### Atto III
- To the Ship  - eseguita da Peter Pan e compagnia
- Hook's Waltz (musica di Jule Styne; parole di Betty Comden e Adolph Green)  - eseguita da capitan Hook e i pirati
- The Battle  - eseguita da Peter Pan, Capitan Uncino e compagnia
- I've Got to Crow (Ripresa) - eseguita da Peter Pan, Liza e compagnia
- Tender Shepherd (Ripresa)  - eseguita da Wendy Darling, John Darling e Michael Darling
- I Won't Grow Up (Ripresa)  - eseguita dalla famiglia Darling e dai Bambini Perduti
- Neverland (Ripresa, musica di Jule Styne; parole di Betty Comden e Adolph Green)  - eseguita da Peter Pan

## Adattamenti
Nel 1960 è stata fatta una versione televisiva. Il musical è diventato celebre a tal punto, che nel 2014 uscì un adattamento live action televisivo intitolato Peter Pan Live!.